# Miribel (Ain)
Miribel is een gemeente in het Franse departement Ain (regio Auvergne-Rhône-Alpes). De gemeente telde 10.450 inwoners op 1 januari 2022.
De gemeente ligt aan de Rhône, 11 km stroomopwaarts van Lyon.

## Geschiedenis
Rond 1860 werd een bron met ijzerrijk en van nature parelend water gevonden in de gemeente. Er werden plannen gemaakt om een kuuroord te bouwen, maar dit kwam moeilijk van de grond. Toen het bronwater ophield te parelen en bovendien de Frans-Duitse Oorlog (1870-1871) uitbrak, werden de plannen opgeborgen.
Door haar ligging aan het Canal de Miribel en de spoorweg ontwikkelde zich industrie in de gemeente. 

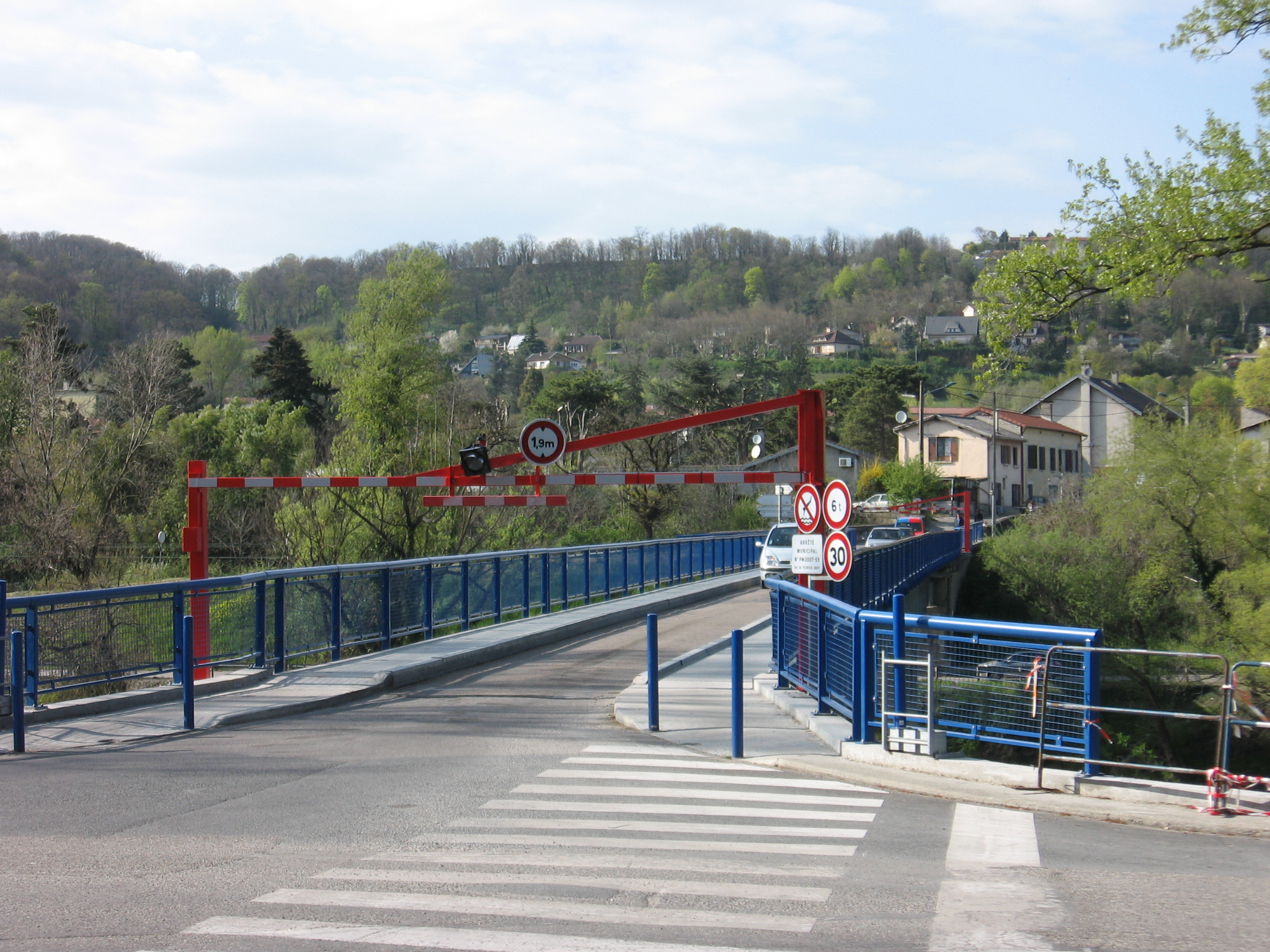
Brug over Canal de Miribel. De brug is een smalle verbindingsweg naar het Grand parc de Miribel-Jonage

## Geografie
De oppervlakte van Miribel bedroeg op 1 januari 2022 24,49 vierkante kilometer; de bevolkingsdichtheid was toen 426,7 inwoners per km².
Miribel is naar oppervlakte een van de grootste gemeenten van Ain. Door de gemeente stroomt de Rhône (het Canal de Miribel). Het zuiden van de gemeente ligt in het dal van de Rhône terwijl het noorden op de heuvelrug van Côtière ligt.
In het zuiden van de gemeente ligt het stadscentrum en een deel van het stadpark van Lyon Grand parc de Miribel-Jonage. Het noorden van de gemeente bestaat voornamelijk uit landbouwgrond; hier liggen de gehuchten Le Mas Rillier en Les Échets.
De onderstaande kaart toont de ligging van Miribel met de belangrijkste infrastructuur en aangrenzende gemeenten.

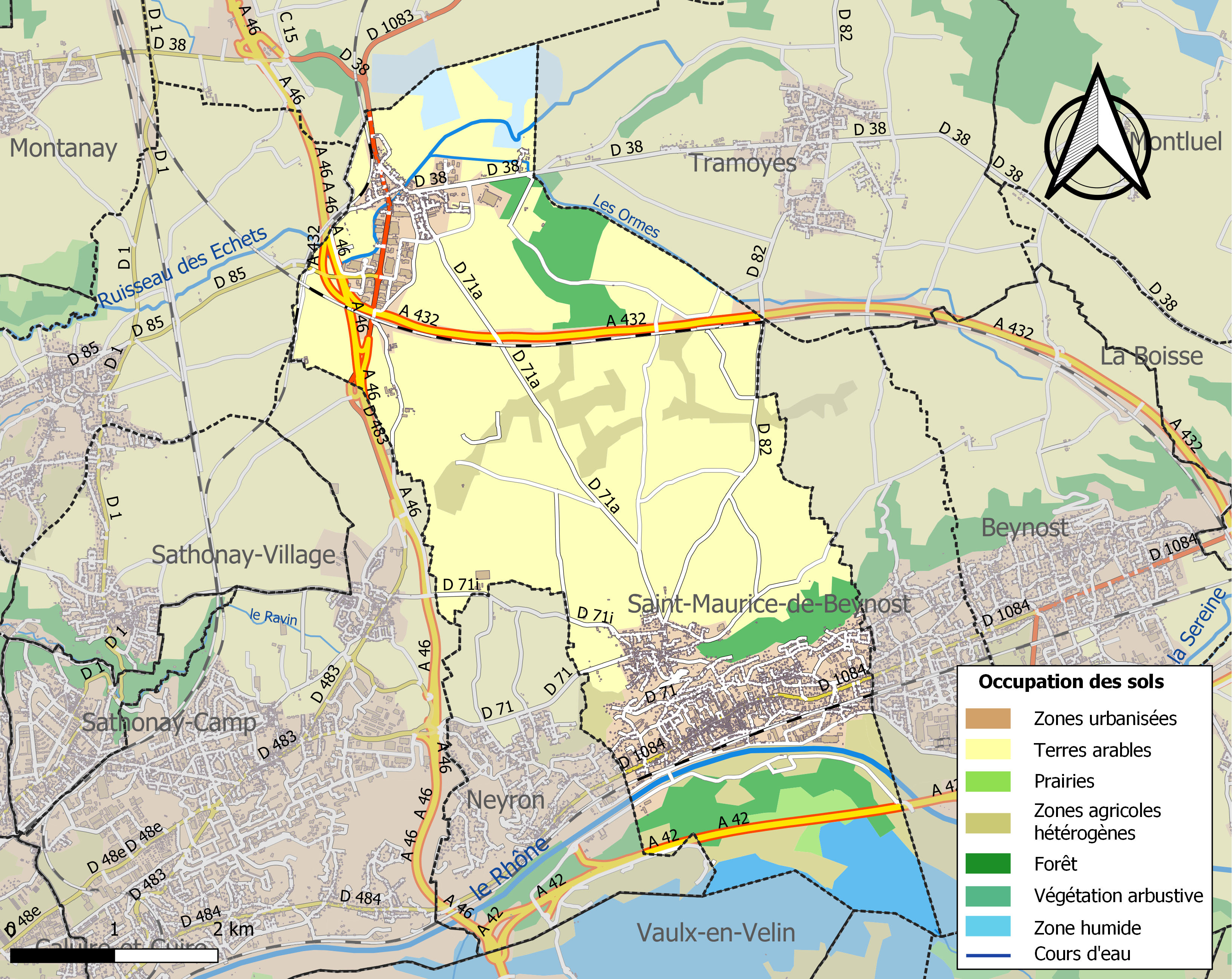

## Verkeer en vervoer
In de gemeente ligt spoorwegstation Miribel.

## Demografie
Onderstaande figuur toont het verloop van het inwoneraantal van Miribel vanaf 1962.
Vanwege een beveiligingsprobleem met de MediaWiki Graph-software is het momenteel niet mogelijk deze grafiek weer te geven. Zodra de software is bijgewerkt zal de grafiek vanzelf weer zichtbaar worden.